# Sun Wei (escrime)
Pour les articles homonymes, voir Sun Wei et Sun.
Dans ce nom chinois, le nom de famille, Sun, précède le nom personnel.
Sun Wei (né le 27 octobre 1992 à Xuzhou) est un sabreur chinois.

## Carrière
Il est médaillé de bronze en sabre par équipes aux Championnats d'Asie d'escrime 2014. Aux Jeux asiatiques de 2014, il remporte deux médailles de bronze, en sabre individuel et en sabre par équipes. Il est à nouveau  médaillé de bronze en sabre par équipes aux Championnats d'Asie d'escrime 2015, puis obtient l'argent en sabre par équipes aux Championnats d'Asie d'escrime 2016.
Il participe au tournoi de sabre individuel aux Jeux olympiques d'été de 2016 ; il est éliminé d'entrée par le Roumain Tiberiu Dolniceanu.